# Abbasanta
Abbasanta (sardisk: Abbasànta) er en by og en kommune (comune) i provinsen Oristano i regionen Sardinien i Italien. Byen ligger i 315 meters højde og har 2.729 indbyggere (2016). Kommunen har et areal på 39,85 km² og grænser til kommunerne Ghilarza, Norbello, Paulilatino og Santu Lussurgiu.